# Jodie Williams
Jodie Williams (Welwyn Garden City, 28 september 1993) is een atlete uit het Verenigd Koninkrijk.
Op de Europese kampioenschappen atletiek 2014 werd ze tweede achter Dafne Schippers op de 200 meter.
In 2014 nam Williams deel aan de 200 meter op de Gemenebestspelen.
Op de Wereldkampioenschappen atletiek 2015 liep ze met het Britse estafette-team naar een vierde plaats op de 4x100 meter estafette.
Wereldkampioenschappen indoor atletiek 2012
Op de Olympische Zomerspelen van Rio de Janeiro in 2016 liep Williams de 200 meter, en strandde ze in de halve finales.
Vijf jaar later liep ze op de Olympischr Zomerspelen van Tokio de 400 meter, waarin ze zesde werd, en de
4x400 meter estafette met het Britse estafette team, waarin ze als vijfde eindigde.

## Persoonlijke records
Outdoor
| Onderdeel | Prestatie | Wind | Plaats                                    | Datum      |
| --------- | --------- | ---- | ----------------------------------------- | ---------- |
| 100m      | 11.17s    | +2.0 | Lubbock, TX (USA)                         | 04.05.2019 |
| 200m      | 22.46s    | -0.5 | Letzigrund, Zürich (SUI)                  | 15.08.2014 |
| 300m      | 38.00s    |      | Loughborough (GBR)                        | 22.05.2011 |
| 400m      | 51.01s    |      | Irvine, CA (USA)                          | 15.05.2021 |
| 4x100m    | 42.10     |      | National Stadium, Beijing (CHN)           | 29.08.2015 |
| 4x400m    | 3:23.02   |      | Khalifa International Stadium, Doha (QAT) | 06.10.2019 |

Indoor
| Onderdeel   | Prestatie | Wind | Plaats                                        | Datum      |
| ----------- | --------- | ---- | --------------------------------------------- | ---------- |
| 60m ind.    | 7.21      |      | Palais Omnisports de Paris-Bercy, Paris (FRA) | 05.03.2011 |
| 60m ind.    | 7.21      |      | Palais Omnisports de Paris-Bercy, Paris (FRA) | 06.03.2011 |
| 400m ind.   | 51.73s    |      | Arena, Toruń (POL)                            | 06.03.2021 |
| 4x400m ind. | 3:28.20   |      | Arena, Toruń (POL)                            | 07.03.2021 |

bijgewerkt september-2021
- World Athletics: 14276757